# Pat Martino

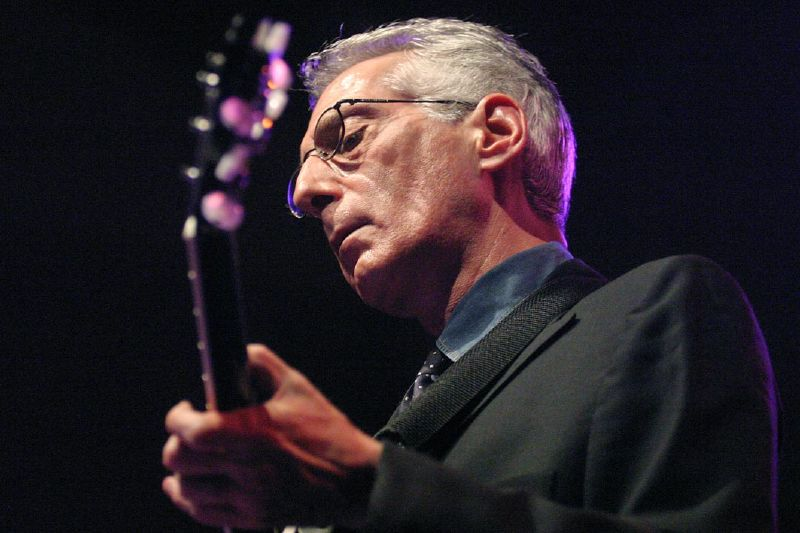
Pat Martino, vor 2009

Pat Martino (* 25. August 1944 in Philadelphia als Patrick Carmen Azzara; † 1. November 2021 ebenda) war ein US-amerikanischer Jazzgitarrist und Komponist. Er hat sich als einflussreicher Gitarrist, der zahlreiche weitere Gitarristen inspirierte, „mit vollendeter Technik, Sinn für Klang und einer unvergleichlichen Differenzierung seiner perkussiven attack“ durchgesetzt. „Seine strömenden Linien und ungewöhnlichen harmonischen Auslegungen, sein Picking-Staccato mit dickem weichem Plektrum und atemberaubendem Tempo“ machen sein Spiel nach Martin Kunzler „unverwechselbar.“

## Leben und Werk

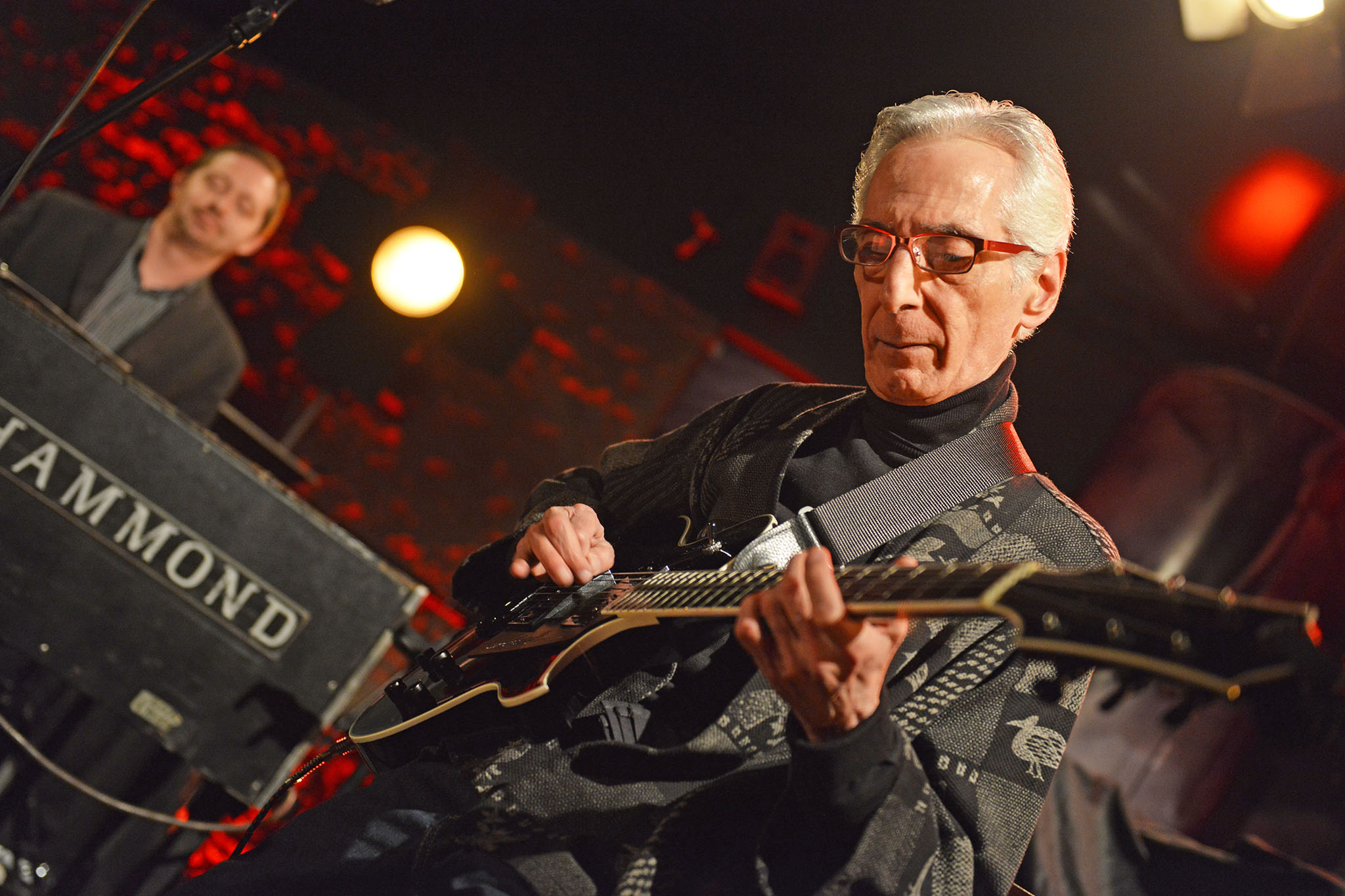
Pat Martino Trio am Lotos Jazz Festival Bielsko-Biala, Polen, 2004

Martino hatte italienische Vorfahren und begann früh, Gitarre zu spielen. Sein Vater, der als Musiker aktiv war, nahm ihn schon früh zu Konzerten mit. Den Künstlernamen Martino wählte Pat Martino zu Ehren seines Vaters Carmen „Mickey“ Azzara, der ebenfalls mit dem Künstlernamen Martino auftrat. Nach Unterricht bei einem Cousin, später bei Dennis Sandole arbeitete er bereits mit 15 Jahren als professioneller Gitarrist. Er ging auf Tournee mit Red Holloway. Dann arbeitete er mit Sleepy Henderson, Lloyd Price, Benny Golson, James Moody und Willis Jackson, mit dem er ab 1963 auch diverse Alben einspielte. Dann gehörte er zur Band von Eric Kloss. Auch spielte er mit den Organisten Jimmy Smith, Jimmy McGriff, Don Patterson, Jack McDuff und Richard Holmes. 1966 wurde er als Mitglied der Band von John Handy einem breiteren Publikum bekannt und nahm ab 1967 mehrere eigene Alben auf. Ab 1979 unterrichtete er als Gastdozent am Guitar Institute of Technology in Los Angeles; auch begann er, Lehrbücher zu schreiben.
Martino benutzte häufig die zwölfsaitige E-Gitarre und experimentierte beispielsweise mit Gitarren-Synthesizern.
1980 retteten ihm zwei Notoperationen an einem Gehirn-Aneurysma das Leben, hinterließen jedoch einen weitreichenden Gedächtnisverlust, der dazu führte, dass er zeitweilig das Interesse am Gitarrespielen und den Zugang zu seinen musikalischen Fähigkeiten vollständig verloren hat. Dass Pat Martino das Gitarrespielen von Grund neu erlernen musste, ist eine verbreitete, jedoch falsche Legende.
1984 trat Martino in einem Club in Philadelphia zum ersten Mal wieder live auf, allerdings unter seinem Geburtsnamen Pat Azzara, da er nach eigenen Aussagen nicht beweisen wollte, wieder „der Alte“ zu sein. 1987 spielte er mit Steve LaSpina und Joey Baron – nun wieder als Pat Martino – das Album The Return ein, um vertraglichen Verpflichtungen nachzukommen. Ein wirkliches Comeback hatte er allerdings erst, nachdem ihm 1994 in einer Operation ein Gehirntumor entfernt worden war. Er trat in New York auf und nahm mehrere Alben auf, u. a. mit Les Paul und Mike Stern. Er wirkte zudem an Einspielungen von Woody Herman, Stanley Clarke, Barry Miles, Charles McPherson, Sonny Stitt, Trudy Pitts, Jimmy Heath, Joe Pesci, Eric Alexander, Joey DeFrancesco, Royce Campbell und Lee Ritenour mit. Mit Joey DeFrancesco, Byron Landham und John Scofield trat er im Rahmen des Umbria Jazz-Festivals 2002 auf.
Pat Martino starb Anfang November 2021 im Alter von 77 Jahren in seiner Heimatstadt Philadelphia.

## Diskografie (Auswahl)
Diese Aufstellung enthält Aufnahmen unter eigenem Namen, die entweder regelmäßig von anderen Musikern als sehr einflussreich für ihre eigene musikalische Entwicklung genannt werden oder die über eine relativ hohe Popularität (Airplay, Verkaufszahlen) verfügen.
- El Hombre (1967), Prestige
- Baiyina (The Clear Evidence) (1968), Prestige
- The Visit (1972), Cobblestone (auch unter dem Titel Footprints wiederherausgegeben)
- Live! (1972), Muse (auch unter dem Titel Head & Heart wiederherausgegeben)
- Consciousness (1974), Muse (auch unter dem Titel Head & Heart wiederherausgegeben)
- Exit (1976), Muse (auch unter dem Titel Comin’ & Goin’ wiederherausgegeben)
- We’ll be together again (1976), Muse
- Joyous Lake (1976), Warner Bros.
- Stone Blue (1998), Blue Note
- Live at Yoshi’s (2001), Blue Note
- Remember: A Tribute to Wes Montgomery (2006), Blue Note
- Formidable (HighNote, 2017)

## Schriften
- Pat Martino Linear Expressions, REH 1983
- Pat Martino Jazz for Guitar, Hal Leonard 1984/96
- Pat Martino, Bill Milkowski: Here and Now!: The Autobiography of Pat Martino, Backbeat Books 2011

## Videoalben
- Pat Martino Creative Force: Complete, Alfred 2007 (Wiederveröffentlichung der REH-Lehrvideos von 1987)
- Ian Knox, Paul Brox Martino Unstrung - A Brain Mystery, Sixteen Films 2008